# Paulina Dzieduszycka
Paulina Dzieduszycka z Ratajskich herbu Sas (ur. 1831, zm. 1 października 1892) – literatka (pseudonim: Paweł Sas), właścicielka dworu w Korniówie na Pokuciu.

## Rodzina
Córką  Walentego i Joanny Ratajskich. 9 czerwca 1860 r. w Krakowie wyszła za mąż za  Mieczysława hr. Dzieduszyckiego h. Sas. Małżeństwo miało trzy córki:  Katarzynę, Barbarę i Zofię Jadwigę.
Zmarła 1 października 1892 i została pochowana w Krakowie.